# 卢恰诺·阿尔菲耶里
卢恰诺·阿尔菲耶里（義大利語：Luciano Alfieri，1936年3月30日—），意大利男子足球运动员，司职守门员。他曾代表意大利国奥队参加1960年夏季奥林匹克运动会足球比赛，获得第四名。